# Нэльская, Лия Владимировна
Лия Владимировна Нэльская (7 ноября 1932 г. род Ленинград, РСФСР, СССР — 16 июня 2013 Алма-Ата, Казахстан) — советская и казахстанская театральная актриса. Народная артистка Казахской ССР (1984). Заслуженная артистка Казахской ССР (1977). Дважды избиралась депутатом Верховного Совета Казахской ССР.

## Биография
- Родилась 7 ноября 1932 года в г. Ленинград РСФСР
- В 1958 актриса Киргизского русского театра
- актриса Алматинского Государственного академического русского театра драмы им. Лермонтова с 1959 года.
- Дважды избиралась депутатом Верховного Совета Казахской ССР

## Театральные работы
- «Дядя Ваня» А. Чехова — Марина
- «Иванов» А. Чехова — Авдотья Назаровна
- «Вишневый сад» А. Чехова — Шарлотта
- «Танго» С. Мрожека — Эугения
- «Поминальная молитва» Г. Горина — Голда
- «Ханума» А. Цагарели — Ханума
- «Барабанщица» А. Салынского — Нила Снижко (режиссёр Александр Утеганов)
- «Нежданный друг» — мадам Варнэ де Шаранс
- «Две зимы и три лета» по роману Ф. Абрамова — Анфиса
- «Заступница» Ю. Нагибина — бабушка Лермонтова
- «Ленинградский проспект» И. Штока
- «Ретро» А. Галина
- «Варвары» М. Горького
- «Три сестры» А. Чехова
- «Деревья умирают стоя» А. Касоны
- «Странная миссис Сэвидж» Д. Патрика
- «Зарницы»
- «Тифлисские свадьбы»
- «Победитель»
- «Дом»
- «Дорогая Памела»
- «Якорная площадь»
- Фильм «История одной старушки»

## Награды и звания
- 1977 — присвоено почетное звание Заслуженная артистка Казахской ССР
- 1984 — присвоено почетное звание Народная артистка Казахской ССР
- 1 ноября 1958 — Медаль «За трудовое отличие»
- Медаль «Ветеран труда»
- Орден «Знак Почёта»
- 2002 — Орден Курмет[1]
- Неоднократный лауреат Государственная стипендия Первого Президента Республики Казахстан — Лидера Нации в области культуры РК.